# Goaltimate
 (avril 2016).
Le goaltimate est un jeu collectif proche de l'ultimate se pratiquant avec un disque volant. Il en partage le principe de fair-play et les principales règles de jeu. C'est un sport mixte principalement pratiqué aux États-Unis.  
La principale différence avec l'ultimate est que pour marquer un point, le disque doit être maîtrisé (catché) dans une zone en étant préalablement passé dans une arche (hoop). À défaut d'arche on peut utiliser des buts de football ou de rugby par exemple. 
Un terrain ne dispose que d'une zone d'en-but et donc une arche. Les deux équipes doivent marquer dans la même zone.  

## Équipe
Les équipes sont mixtes. Le goaltimate se joue en quatre contre quatre (parfois cinq contre cinq. Une équipe compte sept joueurs. Un remplacement peut intervenir à n'importe quel moment du jeu (comme au hockey). Le joueur sortant doit taper dans la main du joueur entrant.     

## Terrain

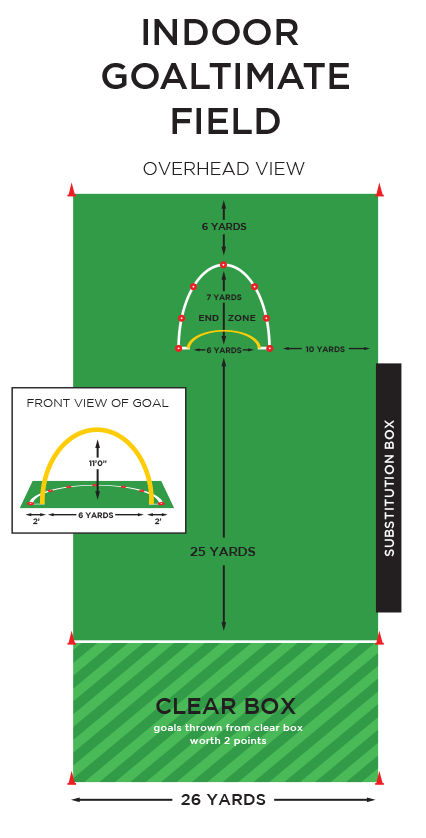
Terrain rectangulaire de goaltimate.

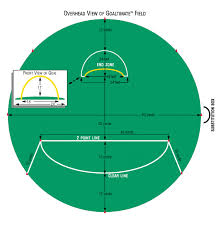
Terrain circulaire de goaltimate.

Le goaltimate se joue sur un terrain rectangulaire. Il peut toutefois parfois se disputer sur une zône circulaire.   
Il comprend une zone d'en-but et une zone remise à zéro (clear box) située à 23 mètres. Une zone de remplacement (substitution box) est située à l'extérieur du terrain sur un des côtés.

## Règles

### Quatre contre quatre
Un match se joue en quatre contre quatre. Un remplacement peut intervenir à tout moment du jeu. Le joueur sortant doit taper dans la main du joueur entrant (qui attend dans la zone de remplacement).

### Le compte(stall)
Le compte est à 5 et peut-être énoncé par n’importe quel joueur sur le terrain. Seulement une seule personne peut compter.

### Marquer un point(scoring)
Un point est marqué si le disque est maîtrisé dans la zone d'en-but après être passé dans l’arche. Deux points sont marqués si la passe décisive ((assist) est lancée depuis la clear box.

### Changement de possession(turnover)
Quand le disque tombe, sort,  est intercepté ou défendu c’est un turnover. L’équipe attaquante doit d’abord envoyer le disque à un joueur situé dans la clear box avant de pouvoir attaquer. L’équipe dispose d’autant de passes qu’elle veut pour cela.

### Remise à zéro du disque(clearing)
Le jeu se joue en continu. Si une équipe marque, elle peut à nouveau attaquer une fois le disque renvoyé dans la clear zone. Lancé depuis la zone d'en-but, le disque doit passer à l'extérieur de l'arche. 

### L’arche(hoop)
Le disque peut uniquement rentrer dans l’arche par l’avant. Si le disque traverse l’arche par l’arrière, il en résulte un turnover.

### Picks
Les picks statiques ne sont pas des fautes. Les picks en mouvement le sont.

### Zone d’en-but
Un attaquant ne peut rester que trois secondes dans la zone d’en-but. Après trois secondes, il doit quitter la zone pour pouvoir y entrer à nouveau.

### Goaltending
Comme au basket-ball, un défenseur ne peut pas utiliser la technique du goaltending, c'est-à-dire rester dans la zone d’en-but ou dans la poach zone (zone située devant l'arche s'il est situé à plus de trois mètres d’un joueur attaquant.

### Durée du jeu
Le goaltimate se joue en 5 points ou en un temps déterminé par les deux équipes. 

## L’arche(hoop)

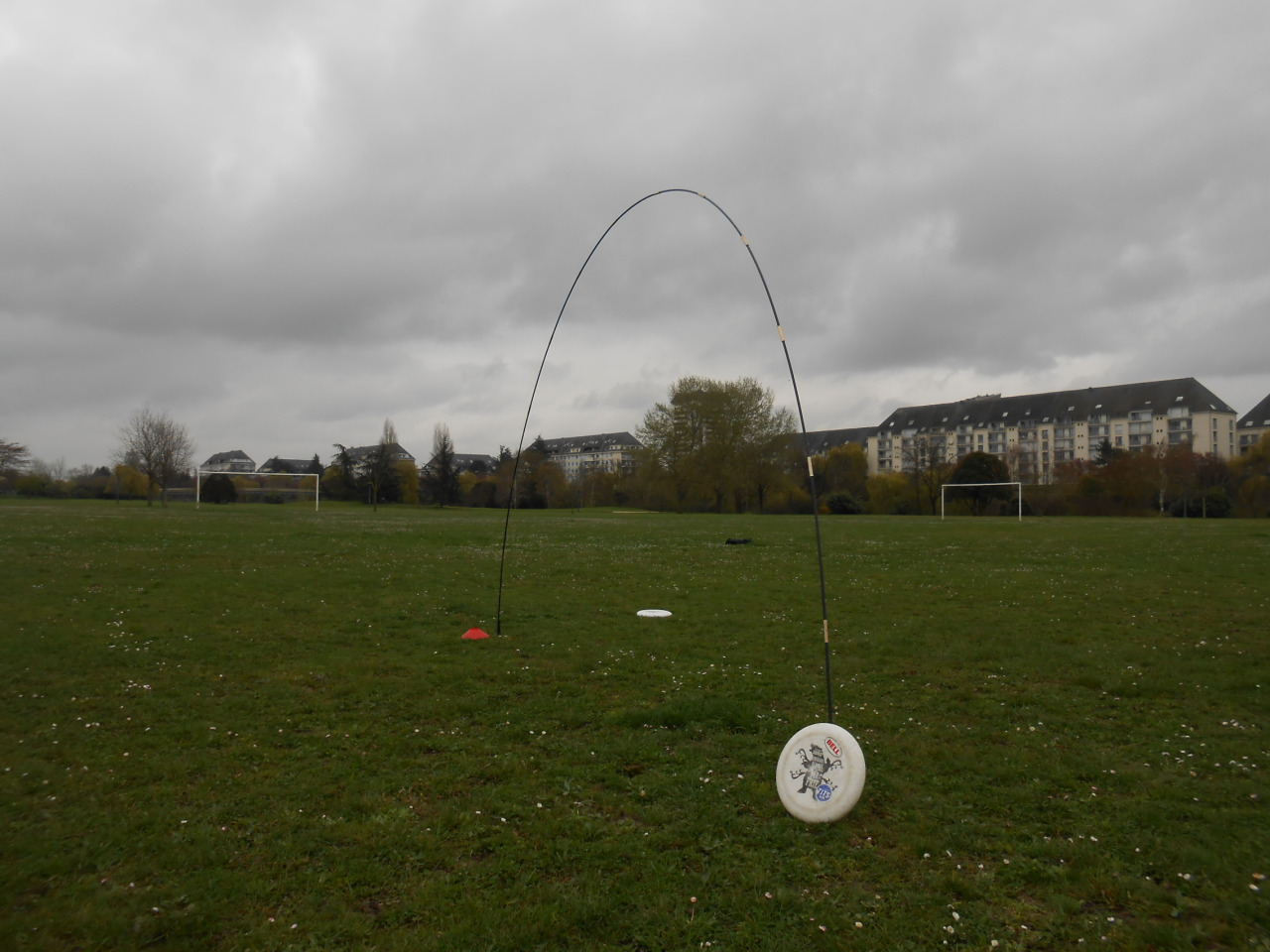
Arche de goaltimate

L'arche mesure 9,7 mètres de long (32 pieds). Les pieds doivent être espacés de 5,5 mètres (18 pieds).  Le faîte de l'arche sera donc à 3,3 mètres (11 pieds) du sol. 
- Elle peut être fabriquée avec des piquets de tente.
- Ou avec des tubes de PVC IRL de 32 mm (4 tubes de 2,40 mètres). On peut utiliser deux tiges en acier (1m) plantés dans le sol pour tenir les deux extrémités de l'arche.